# David Björkeryd
David Jonathan Björkeryd, född 28 juni 1986, är en svensk tidigare fotbollsspelare. Björkeryd spelade mestadels som ytterback och yttermittfältare. 

## Biografi
Björkeryds moderklubb är den lilla Göteborgsklubben Utbynäs SK. Han spelade därefter en period i IFK Göteborgs juniorlag men bytte till Gais juniorer. Säsongen 2004 lyftes han som 18-åring upp i klubbens A-lag i Superettan. Han fick dock ingen speltid i serien, och efter två säsonger på Gais bänk flyttade han till Nybergsund IL i norska 2. divisjon, där han spelade säsongen 2006. Han återvände 2007 till Sverige och Qviding FIF i division 1, där han för första gången regelbundet fick spela seniorfotboll i Sverige. Under Björkeryds första säsong gick Qviding upp i Superettan, men då Qviding återigen åkte ur Superettan 2009 gick han till Assyriska FF, där han kunde fortsätta spela i Superettan 2010.
2011 gick Björkeryd till division 1-laget Örgryte IS. Han var med då klubben 2012 tog sig tillbaka till Superettan, men den 8 januari 2013 meddelade Örgryte på sin officiella hemsida att man inte kommit överens om ett nytt kontrakt med Björkeryd, vilket innebar att parterna gick skilda vägar. Han gick då till Superettankonkurrenterna IFK Värnamo, där han spelade i två säsonger, 2013–2014.
I februari 2015 skrev Björkeryd på ett ettårskontrakt för Gais. Han hade dock skadeproblem, och efter säsongen 2015 fick han lämna klubben. Han avslutade därefter fotbollskarriären.

### Efter karriären
Efter att ha avslutat sin spelarkarriär har Björkeryd varit verksam inom digital marknadsföring. Han driver idag (2025) två företag inom sökmotoroptimering och digital marknadsföring. Han är återkommande föreläsare inom ämnen som SEO, AI och personligt varumärke, och har bland annat medverkat vid branschdagar och företagsevent.